# Sean Chen
Sean Chen, även känd som Chen Chun, född 1949, är en taiwanesisk politiker i Kuomintang-partiet. Han var Taiwans premiärminister mellan 2012 och 2013.
Chen har en examen i juridik från Taiwans statliga universitet och har främst arbetat inom Taiwans finansväsende och inom finansministeriet. Han är mest känd för sina ansträngningar för att förbättra handelsutbytet med Folkrepubliken Kina.